# На поле славы
«На поле славы» (пол. Na polu chwały) — исторический роман польского писателя Генрика Сенкевича, оставшийся незаконченным и впервые опубликованный в 1906 году.
Действие романа происходит в XVII веке. В центре сюжета — любовь бедного польского шляхтича Яцека Тачевского, отдалённого потомка Повалы из Тачева, и богатой наследницы Анны Сенинской. Тачевский женится на Анне, а потом принимает участие в походе Яна Собеского на помощь Вене и разгроме османской армии. Сенкевич использовал несложный сюжет, чтобы показать повседневную жизнь мелкой польской шляхты, готовой, несмотря на множество недостатков, выполнять свой рыцарский долг.
Роман пользовался большой популярностью у первых читателей. Его быстро перевели на русский, английский, французский языки, много раз переиздавали на немецком. Критики признали «На поле славы» творческой неудачей. По всеобщему мнению, эта книга абсолютно вторична по сравнению с другими историческими романами Сенкевича.